# Rutina (flavonoide)
La rutina o rutòsid, és un glicòsid flavonoic de fórmula C27H30O16, present en les plantes del gènere Citrus, en el fajol, el vi negre, en la menta piperita, en els eucalyptus, a les fulles i pètals del gènere Rheum i en altres fonts vegetals com la planta invasora Carpobrotus edulis que contribueix a les seves propietats antibacterianes. El glucòsid està format pel flavonol quercetina (aglicona) lligat al disacàrid rutinosi. No essent un compost essencial pels humans, alguns l'anomenen vitamina P. És un compost sòlid que cristal·litza amb una o tres molècules d'aigua.
El seu nom prové de la ruda, Ruta graveolens, que també en conté.
A les plantes, la rutina es pot combinar amb els cations permetent a la cèl·lula rebre els nutrients del sòl. En els humans es pot enllaçar amb el ferro bivalent evitant que aquest es lligui al peròxid d'hidrogen creant així radicals lliures altament reactius que poden danyar la cèl·lula. Té funcions d'antioxidant i té un paper important en la inhibició de certs tipus de tumors.
La rutina i els seus derivats glucosídics tenen la propietat de reforçar les parets dels capil·lars, reduint els símptomes d'emissió de sang en els hematomes i hemorroides. També la rutina pot reduir els colesterol LDL. Té activitat antihistamínica.